# Knut Ljungqvist
Knut Fredrik Leonard Ljungqvist, född 18 juli 1876 i Stockholm, död 2 februari 1952 i Bromma, var en svensk restauratör och restaurangföreningsordförande.
Knut Ljungqvist var son till skräddarmästaren Israel Ljungqvist och dennes hustru Sara, född Engström. Efter studier vid Skellefteå läroverk praktiserade han vid Hotell Rydberg i Stockholm 1889-1898. Därefter begav han sig utomlands och praktiserade vid olika restauranger i Tyskland, Storbritannien, Frankrike och Danmark 1899–1909. Åren 1910–1911 var han föreståndare för Hotel Continental i Ystad. Ljungqvists stora genombrott som restauratör kom 1912 då han fick överta Hotell Anglais. Under Ljungqvist tid som innehavare av hotellet blev det en medelpunkt för Stockholms kulturella liv. Han kom att kvarstå som innehavare från till 1939 och därefter som direktör för Restaurang Anglais 1940–1948. Ljungqvist var 1916–1924 även ledamot av styrelsen för Saltsjöbadens hotellaktiebolag, direktör där 1933–1940 och styrelseordförande för bolaget 1941–1952. Därtill ledamot av styrelsen för Sveriges centrala hotell- och restaurangförening från 1916 och då skattmästare 1923–1933 och styrelseordförande 1932–1940, ledamot av styrelsen för Aktiebolaget Bellmansro värdshus 1920, ledamot av styrelsen för Sveriges arbetsgivareförening för hotell och restauranger från 1923 och vice ordförande där 1935–1947, 1924–1925 vice ordförande och 1925–1934 ordförande i Stockholms restauratörförening, delägare av Hudiksvalls stadshotell 1926–1934, ledamot av styrelsen för Restaurantskolan 1926–1947, vice president för Sverige i Alliance internationale de l'hôtellerie 1932–1940, ledamot av direktionen för Borgarhemmet från 1932 varav från 1948 som ordförande, ledamot av styrelsen för Svenska trafikförbundet 1934-1941, fullmäktig i Stockholms handelskammare 1934-1941, ledamot av styrelsen för aktiebolaget Trafikrestauranter 1938-1946.